# ماوريتسيو بيفيلاكوا
ماوريتسيو بيفيلاكوا هو سياسي كندي، ولد في 1 يونيو 1960 في سولمونا في إيطاليا. نشط حزبياً في الحزب الليبرالي الكندي.

## مناصب
- في الانتخابات الاتحادية الكندية 2008 [الإنجليزية]‏، انتخب عضو مجلس العموم الكندي عن دائرة Vaughan (federal electoral district) [الإنجليزية]‏ وقد انضم خلال فترته النيابية [الإنجليزية]‏ (14 أكتوبر 2008 – 1 مايو 2011) للكتلة البرلمانية الحزب الليبرالي الكندي.
- انتخب عضو مجلس العموم الكندي عن دائرة Vaughan (federal electoral district) [الإنجليزية]‏ وقد انضم خلال فترته النيابية [الإنجليزية]‏ للكتلة البرلمانية الحزب الليبرالي الكندي.
- انتخب عضو مجلس العموم الكندي عن دائرة Vaughan (federal electoral district) [الإنجليزية]‏ وقد انضم خلال فترته النيابية [الإنجليزية]‏ للكتلة البرلمانية الحزب الليبرالي الكندي.
- انتخب عضو مجلس العموم الكندي عن دائرة Vaughan—King—Aurora [الإنجليزية]‏ وقد انضم خلال فترته النيابية [الإنجليزية]‏ للكتلة البرلمانية الحزب الليبرالي الكندي.
- انتخب عضو مجلس العموم الكندي عن دائرة Vaughan (federal electoral district) [الإنجليزية]‏ وقد انضم خلال فترته النيابية [الإنجليزية]‏ (2004 – 3 سبتمبر 2010) للكتلة البرلمانية الحزب الليبرالي الكندي.